# Pleopeltis pinnatifida
Pleopeltis pinnatifida là một loài thực vật có mạch trong họ Polypodiaceae. Loài này được Gillies ex Hook. & Grev. miêu tả khoa học đầu tiên năm 1831.